# Miasto Novi Vinodolski
Miasto Novi Vinodolski (chorw. Grad Novi Vinodolski) – jednostka administracyjna w Chorwacji, w żupanii primorsko-gorskiej. W 2011 roku liczyła 5113 mieszkańców.